# Karin
Karin (яп. かりん Карин) — 24-серийный аниме-сериал, транслируемый в Японии с 3 ноября 2005 по 11 мая 2006 года. Также на основе сериала было выпущено несколько лайт-новел.

## Сюжет
Карин Маака на первый взгляд обычная японская школьница, однако на самом деле она дочь семьи вампиров. Но она не обычный вампир, в отличие от всех своих родственников она может спокойно гулять на солнечном свете, никак не реагирует на чеснок и самое главное — вместо того чтобы пить кровь, она напротив — её производит. В некоторых ситуациях количество произведённой крови доходит до предела и она выливается — чаще всего из носа. Обычно у Карин это случалось довольно редко, но после перевода в класс нового ученика, Кэнты Усуя, у Карин случаются приступы при каждой встрече с ним. Так как долго это продолжаться не может, она ищет способ решить проблему.

## Персонажи
Карин Маака (яп. 真紅 果林 Маака Карин) — Главная героиня аниме — молодая девушка-вампир. Несмотря на свою природу, она так же как и тысячи своих сверстниц учится в школе, подрабатывает в кафе, гуляет с подругами. Она относится к типу кровепроизводящего вампира, который должен «отдавать» свою кровь жертве, (в противном случае повышается давление и начинается обильные носовое кровотечение) не боится солнца, и остальных вещей, смертельных для вампира. Предпочтение в крови — несчастье. Она дружелюбна и открыта, для неё люди не пища, а друзья. В отличие от своих родителей, она спокойно относится к своим друзьям — Маки и Кэнте. Влюбившись в Кэнту, она долго себя обманывает, но придя к этому приходит в ужас — их любовь ей представляется союзом кобры и мангуста.
Сэйю: Саюри Яхаги
Кэнта Усуй (яп. 雨水 健太 Усуй Кэнта) — Одноклассник Карин, переехавший в их город. К несчастью, он обладает теми чертами, которые привлекают Карин как вампира. Но со временем становится для Карин лучшим другом, постоянно выручающим её из неприятностей. Он находится возле неё постоянно — в школе, в кафе, на празднике. У Кэнты нет отца, он живёт в бедном доме вместе со своей не слишком удачливой мамой — ей никогда не удаётся долго оставаться на одной работе из-за своей привлекательной внешности.
Сэйю: Кацуюки Кониси
Андзю Маака (яп. 真紅 杏樹 Маака Андзю) — Младшая сестра Карин, полноценный вампир. Хотя её склонности до конца не раскрылись, она уже владеет такими вампирскими приёмами как гипноз и плохо переносит солнечный свет. Она очень любит Карин и жалеет что она не является полноценным вампиром. Андзю постоянно присматривает за Карин и пытается ей помочь. В конце сериала её склонности полностью раскрываются и пристрастием в крови оказывается ревность. Первым укушенным человеком оказывается лучшая подруга Карин и та понимает, что только для неё люди — равные ей, для остальных членов семьи они — всего лишь пища. По другой версии Андзю пыталась также таким образом вызвать ненависть Карин и заставить её отказаться от дома и остаться с любимым.
Сэйю: Юка Инокути
Рэн Маака (яп. 真紅 煉 Маака Рэн) — Старший брат Карин. Между ними нет особой дружбы: Рэн относится к Карин как к маленькой дурочке, а Карин считает Рэна безумным от женщин эротическим дьяволом. Хотя Рэн этого не отрицает, он говорит что Карин права лишь на половину — просто пристрастием в крови Рэна является стресс — вот почему он долго пытался укусить мать Усуя Кэнты. Рен плохо относится к мужчинам — сказывается его учёба в закрытом колледже для мальчиков. Рэн прекрасно относится к Андзю и старается выполнить любую её просьбу, хотя ему не всегда хочется помогать Карин. Именно Рэн открывает глаза Кэнты на любовь вампира и человека и толкает того к разрыву с Карин.
Сэйю: Дзюнъити Сувабэ
Генри Маркер (яп. ヘンリー・マーカー Хэнри: Ма:ка:) — Отец Карин, перебравшийся в Японию с материка. По его фамилии «Маркер» (в японской транскрипции — Мака (яп. マーカー Ма:ка:)) можно определить, что корни его семейства берут начало в Англии и США. Генри очень любит Карин, которая больше похожа на него, чем на мать и постоянно беспокоится из-за неё. В первый прилив крови ему пришлось рисковать своей жизнью, чтобы выручить из беды Карин. И хотя изначально он был даже рад дружбе Кэнты и Карин, потом он начал опасаться, как бы их дружба не зашла слишком далеко. В спорах со своей женой он обычно принимает её сторону, но не стоит его воспринимать как подкаблучника — он просто не спорит по пустякам. Его пристрастием в крови является гордыня.
Сэйю: Дай Мацумото
Калера Маркер (яп. カレラ・マーカー Карэра Ма:ка:) — Мать Карин, строгая и непреклонная женщина. Карин постоянно достаётся от неё тапком. Её привлекает кровь лжецов и она постоянно спорит из-за этого со своим мужем — тот вечно приносит не то, что ей хочется. Калера находится в вечной ссоре со своей свекровью — бабушкой Карин.
Сэйю: Эми Синохара
Буги (яп. ブギーくん Буги:-кун) — Живая кукла Андзю, не понятно является ли она самостоятельной, так как часто она говорит именно то, что недоговаривает Андзю. Любимое занятие Буги это вогнать в краску Карин своими пошловатыми шуточками. После превращения Андзю в полноценного вампира, Буги замирает и становится обычной куклой.
Сэйю: Хирофуми Нодзима
Маки Токито́ (яп. 時任 麻希 Токито: Маки) — Лучшая подруга Карин, всегда жизнерадостная и весёлая, несмотря на жизненные трудности. Когда начали развиваться отношения между Карин и Кэнтой, не приходило и дня без шуток над Карин. Маки всегда готова помочь Карин в сложных ситуациях. Единственное что ей не даёт покоя — ревность к Виннеру Синклеру.
Сэйю: Микако Такахаси
Виннер Синклер (яп. ウィナー・シンクレア Вина: Синкурэа) — Молодой охотник на вампиров, одноклассник Карин и Кэнты, перебравшийся в Японию с материка. С раннего детства он пытается быть настоящим охотником на вампиров, но это у него получается крайне плохо. Единственное, что дало ему силы продолжить обучение, это укус Карин, который ему запомнился, как его первый поцелуй. В ссоре со своим дедом он отказывается убить Карин и окончательно отказывается от судьбы охотника.
Сэйю: Коки Мията
Эльда Маркер (яп. エルダ・マーカー Эруда Ма:ка:) — Бабушка Карин, внешне практически не отличимая от неё. Является самым старым вампиром в клане Маака и знает множество самых разных обрядов, правда не помнит их последствия. Находится в вечной скуке и вражде с матерью Карин. В её молодости была история, похожая на происходящую с Карин — Эльда была влюблена в молодого человека из рода Синклеров, но после окончательного превращения укусила своего возлюбленного. Имеет пристрастие в крови — любовь, так что после её укуса пары расставались. Первым укушенным был её любимый и после него он попытался её убить. Так началась многолетняя вражда Маака-Синклер
Виктор Синклер (яп. ヴィクター・シンクレア Викута: Синкурэа) — Дед Виннера, потомственный охотник на вампиров. Всю жизнь занимается поиском клана Маака, чтобы смыть позор со своей семьи. После укусов Маака становится вполне безобидным человеком.
Альфред Синклер (яп. アルフレッド・シンクレア Аруфрэддо Синкурэа) — Возлюбленный Эльды Маркер. Мечтал, что когда-нибудь вампиры и люди смогут жить в мире. Ради спасения Эльды дал ей укусить себя. Сразу же после укуса потерял любовь к ней и попытался убить, однако Эльде удалось вырваться. Эффект быстро прошел, но она так и не узнала об этом. Из-за любви Альфреда к вампиру, его отец, Синклер-старший, объявил крестовый поход на клан Маркер.
Сэйю: Томокадзу Сугита

## Список серий
1. Overflowing- Неприятный избыток
2. My preference- Мои неприятные склонности
3. Happiness- Счастье сложная штука
4. Being found out — Разоблачение
5. Having the family together — Необычное знакомство
6. Mom being cheerful — Бодрая мама — источник несчастья?
7. Being chased is embarrassing — Стыдно быть преследуемой
8. Being found is embarrassing — Стыдно быть обнаруженной.
9. Looking back…is embarrassing — Неловко…обернуться вокруг
10. Papa is very embarrassing — Невыносимый папаша
11. It’s summer! It’s the pool! It’s embarrassing! — Лето! Пляж! Смущение!
12. My older brother really is embarrassing — Мне стыдно за брата
13. Awakening is embarrassing — Стыдно очнуться
14. Together until morning is embarrassing — Быть вдвоём, до утра, так смущает!
15. Явилась Эльда! Стыд какой!
16. Эльда. История любви.
17. Прощай, Эльда
18. Секрет брата так смущает
19. Вдвоём на рождество
20. Впервые …Это стыдно
21. Что же делать? Думать страшно.
22. Стыдно быть потерянным ребёнком
23. Тяжесть расставания
24. Together forever is embarrassing — Стыдно всегда быть вместе.

## Музыкальное сопровождение
Открывающая композиция — «Scarlet» (исполняет BRACEd), закрывающая — «Mou hitotsu no birthday» (исполняет Fm.θ).